# أهورامزدا
أهورا مَزدا هو الإله الأوحد الذي يمثل الخير عند الزراداشتيين والذي يخالفه دائماً قوة الشر أهريمان.

## وصفه

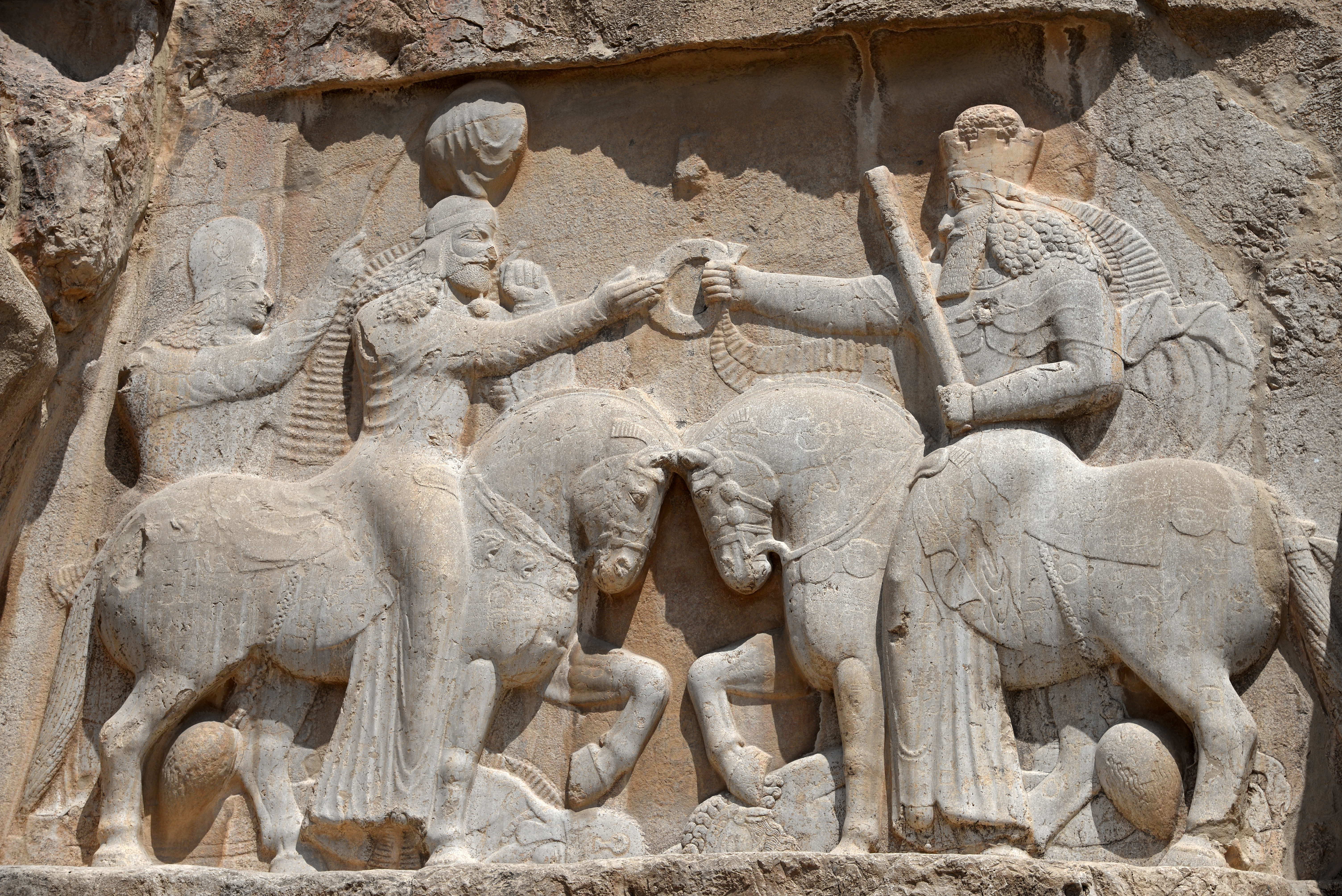
نقش ساساني بارز في الموقع المعروف باسم نقش رستم يُظهر اهورامزدا مُقَدِماً طوق السيادة لأردشير الأول

- نقش ساساني بارز في الموقع المعروف باسم نقش رستم يُظهر  اهورامزدا مُقَدِماً طوق السيادة لأردشير الأولأهورا مَزدا هو عندهم إله النور والخير ويتحلى بصفات النور والعقل والطيب والحق والسلطان والتقوى والخير والخلود.
- أهورا مزدا يتربع وحيدا على عرش الألوهية، حيث يمثل الإله المطلق في الميثولوجيا الزرادشتية ولا يعلوه شيء. وتفيض عنه كل المخلوقات، إنه طيب وقدوس «سبنتا» وقد أبدع الكون بالفكر، وهو يمثل الإبداع من العدم.
- وهو عبارة عن مجموعة السماوات والأفلاك ويكتسي بقبة السماء الزرقاء. جسده هو النور والجلالة الملكية والشمس والقمر عيناه.
- أن أهورامزدا عالم الغيب، حاضر في كل مكان، وهو الواحد والخالق الكبير. وهو الذات التي لا بداية لها نهاية، هو الروح الرحمانية والقدرة الربانية، وهو المسبب الأول لكل الموجودات.

| أهورامزدا | عندما نلت رؤيتك بمنظار القلب يا أهورا. فأنت البداية وأنت النهاية. أنت الواحد الجدير بالعبادة. أنت الروح الخيرة. أنت الخالق الحقيقي للحق والاستقامة أنت المدبر العادل لأمور الكون. لذلك أعطيتك مكانا في ناظري..» | أهورامزدا |

.(يسنا 35-5).

## التسمية
وقد عُثر على اسم أهورامزدا في منقوشات الإخمينيين وأصل كلمة (هرمز) هو تركيب من لفظين أهورا + مزدا، فالمقطع الأول يعني كبير، أما المقطع الثاني فيعني الحكيم والعاقل.
وقد ورد اسم أهورامزدا في الأبستاق أحيانا بشكل مركب وأحيانا أخرى بشكل منفرد وله (101) من الأسماء فهو اللائق بالعبادة، العالم المطلق، رب الأرباب، الاعلى، مسبب الأسباب، الفاضل ... وغيرها.
| أهورامزدا | أبدأ باسم وحمد الذي كان ويكون وسوف يكون دائما، الإله، واهب الخير، الأحد في العالم الروحي واسم أهورامزدا؛ الإله الكببر والعارف والعادل والمعلم والحامي والمنير والخير والواهب | أهورامزدا |

خردة افستا.
فلا يوجد في المثولوجيا الزرادشتية إلها آخر كند لاهورامزدا أو في نفس درجته.
| أهورامزدا | أعبد وأحمد الإله الخير، الذي خلق البشر أفضل من كل المخلوقات الدنيوية بواسطة النطق والبيان، والذهن والعقل والعدل | أهورامزدا |

خردة افستا

## قبل الزرادشتية
المازدية اسم للأديان التي نشأت في غرب إيران وأفغانستان وآسيا الوسطى بدءًا من القرون الأولى من الألفية الأولى. أو قبل ذلك بكثير، حيث تعتبر ديانة شعب الميديين والطورانين، ويعتقد بعض الباحثين أن الزرادشتية نشأت منها بسبب إصلاحات زرادشت وعلى عكس الزرادشتية ، في المازدية أهورا مازدا هو أحد الآلهة، مساوٍ لميثرا 
غالبًا ما يُعتقد أن الديانة السائدة في الإمبراطورية الأخمينية كانت الزرادشتية، لكن العلماء يعتقدون أن هذا غير صحيح. على سبيل المثال، يشير إيميل بينفينيست إلى أن أهورا مزدا هو إله قديم جدًا وأن الزرادشتيين استخدموا هذا الاسم للإشارة إلى الإله الزرادشتي. حتى الدور الرئيسي المخصص لهذا الإله في المازدية ليس ابتكارًا زرادشتيًا. لا يمكن أن يكون لقب المازدية (عابد مزدا) الموجود في البرديات الآرامية من العصر الأخميني دليلاً على أن الأخمينيين كانوا زرادشتيين، كما أن ذكر اسم أهورا مزدا في النقوش الحجرية ليس دليلاً على ذلك أيضًا. في النقوش الأخمينية، لم يتم ذكر الزرادشتية فحسب، بل لم يتم ذكر أي شيء آخر يمكن أن يعطي هذه النقوش لونًا زرادشتيًا
أهورا مزدا، كما يعتقد بعض مؤرخي الزرادشتية، لم ينشأ على يد زرادشت ، بل كان موجود قبله. وفقًا لروبرت زانر ، كان أهورا ما قبل الزرادشتية مرتبطًا بلا شك أيضًا بمفهوم الحقيقة أو فكرة نوع من "نظام الكون"، وكذلك بالمياه والضوء أو الشمس

## أهورامزدا في الزرادشتية
الزورانية ومعروفة أيضا بأسم الزورفانية هي أحد الفروع المندثرة من الديانة الزرادشتية. وتعتبر من اهم طوائف زرادشتية, تؤمن هذه الفئة من الزرادشتية بلاهوت زورفان، بحيث تتفق مع الزرادشتية عموما بـ«المبدأ الأول» (الإله الخالق الأساسي) الذي أوجدت منه كل الأشياء، لكن يقولون بأن زوران هو خالق التوأمة الروحية لأهورا مازدا وأهريمان .
في بعض الروايات الزورانية، ورد أن زورفان كان له زوجة وأنجب أطفالاً من أهورا مزدا وأهريمان ، وفي وقت لاحق، تزوج أهورا مزدا أمه وأنجب منها أطفالاً، بما في ذلك الشمس والكلاب والخنازير والحمير والماشية
ولكن في تقاليد زرادشتية أخرى (غير روايات الزرفانية)، يُقال إن أهورا مزدا تزوج ابنته سبنتا أرمايتي وأنجبت له كيومرش، ثم أنجبت له ماشيا وماشيانا . وتُعتبر هذه التقاليد أن كيومرش وُلد من نفس أم ماشيا وماشيانا، وليس أن ماشيا وماشيانا هما ابنا كيومرث

## أهريمان
وأما أهريمان فهو مسبب الجرائم والخطايا والشرور ومصائب الحياة ويتحلى بصفات الشيطان كلها ويتحدث أتباع زرادشت عن القيامة ونهاية العالم في العهد الأخير من صراع أهورا مَزدا ضد أهريمان، إذ تشكل ولادة زرادشت بداية حقبة عالمية مدتها ثلاثة أنبياء ينشرون تعاليمه في أنحاء العالم، يأتي يوم الحساب وتقوم مملكة أهورا مَزدا ويهلك أهريمان وقوى الشر جميعا هلاكا لا قيام بعده. عندها تبدأ الأرواح الطيبة حياة جديدة خالية من الشرور والظلمات والآلام، فيبعث الموتى وتعود الحياة إلى الأجسام، ويخلو العالم أبد الدهر من الشيخوخة والموت والفساد والانحلال.